# KING MASTER GEORGE
『KING MASTER GEORGE』（キング マスター ジョージ）は、日本のバンドフィッシュマンズの2枚目のスタジオ・アルバムである。1992年10月21日発売。発売元はメディア・レモラス。

## 概要
- 窪田晴男プロデュース。
- 曲目紹介、ショートナンバーなどの遊びを取り入れた異色作。

## 収録曲
1. いい言葉ちょうだい[4:39]
作詞・作曲：佐藤伸治／編曲：窪田晴男
2. 誰かを捜そう[4:28]
作詞・作曲：佐藤伸治／編曲：窪田晴男
3. シーフードレストラン[2:05]
作詞：佐藤伸治／作曲：HAKASE／編曲：窪田晴男
4. 影ドロボウ[4:51]
作詞・作曲：佐藤伸治／編曲：窪田晴男
5. ダイビング[1:08]
作詞・作曲：佐藤伸治／編曲：窪田晴男
6. ミネラルウォーター[3:37]
作詞・作曲：佐藤伸治／編曲：窪田晴男
7. なんてったの[4:37]
作詞：佐藤伸治／作曲：佐藤伸治・HAKASE／編曲：窪田晴男
8. ハンバーグ[0:30]
作詞・作曲：サトちゃん・フクちゃん／編曲：窪田晴男
9. 100ミリちょっとの[4:45]
作詞・作曲：佐藤伸治／編曲：窪田晴男
10. 頼りない天使[4:35]
作詞・作曲：佐藤伸治／編曲：窪田晴男
11. トナカイ[5:50]
作曲：THE BOTTOMS／編曲：窪田晴男
12. キミだけがダイヤモンド[0:06]
作詞：佐藤伸治／作曲：サトちゃん／編曲：窪田晴男
13. 雨男憎まれる[1:44]
作詞・作曲：佐藤伸治／編曲：窪田晴男
14. 土曜日の夜[4:03]
作詞・作曲：小嶋謙介／編曲：窪田晴男
15. 曲目紹介[3:54]
16. 教育[0:09]
作詞・作曲：サトちゃん／編曲：窪田晴男